# 總統府新南向政策辦公室

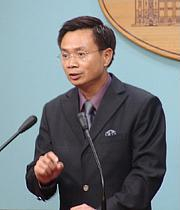
新南向政策辦公室的第1任主任黃志芳

新南向政策辦公室，簡稱新南政辦、新南辦，成立於2016年（民國105年）6月15日，為中華民國政府所設立的特殊政府機構，直屬中華民國總統府；2018年1月1日解散，並由國家安全會議增設「新南向政策專案小組」與行政院經貿談判辦公室增設「新南向工作小組」、「新南向服務中心」取代其業務。

## 成立背景
落實蔡英文總統推動新南向政策之理念，促進區域發展交流及合作，提升國家經濟產業格局及多元性，設置總統府新南向政策辦公室。

## 設置經過
2016年（民國105年）6月1日，蔡英文核定《總統府新南向政策辦公室設置要點》。
2017年（民國106年）12月13日，總統府發言人黃重諺表示，鑑於新南向政策已從任務規劃階段進入全面推動階段，行政院相關部會的政策也逐漸展現成效，總統府新南向政策辦公室的階段目標比預期更早完成，經報請蔡英文核示，新南向政策辦公室於2018年（民國107年）1月1日解編；未來蔡英文將透過國家安全會議「經貿戰略會談」持續掌握新南向政策的方針與策略研議，行政院新南向政策推動專案小組繼續推動落實相關工作，行政院經貿談判辦公室主責協調。黃重諺表示，配合總統府新南向政策辦公室解編，總統府將委託民主進步黨立法委員主動提請立法院刪除2018年相關歲出預算約新臺幣73萬元。

## 組織架構
任務編組，置主任一人，由總統指派人員兼任；所需工作人員由總統府人員派充或兼任，必要時得借調相關機關人員支援之。所需經費，由總統府相關預算項下覈實支應。

## 設置要點
為研議新南向政策相關策略與方法，以適時提供總統相關諮詢與建議之任務編組；辦公室的績效考核由總統行之，直接向總統負責；任務是否達成或何時視為完成，也由總統認定。

## 相關合作
得視議題需要，邀請國內外產官學研各界及公民團體代表，提供相關諮詢意見；為研議相關政策議題，得洽請行政院及其所屬機關提供資料及意見。